# David Mercer (kierowca wyścigowy)
David Mercer (ur. 21 sierpnia 1949) – brytyjski kierowca wyścigowy.

## Kariera
Mercer rozpoczął karierę w międzynarodowych wyścigach samochodowych w 1980 roku od startów w Brytyjskiej World Challenge for Endurance Drivers, gdzie jednak nie zdobywał punktów. W późniejszych latach Brytyjczyk pojawiał się także w stawce Brytyjskiej Formuły Atlantic, World Championship for Drivers and Makes, FIA World Endurance Championship, European Endurance Championship, World Sports-Prototype Championship, Interserie Div. 1, Brytyjskiej Formuły 2, 24-godzinnego wyścigu Le Mans, Formula 3000 Birkin Cars/TVR Invitational Race oraz Group C Racing.